# Pseudagrion sjoestedti
Pseudagrion sjoestedti är en trollsländeart. Pseudagrion sjoestedti ingår i släktet Pseudagrion och familjen dammflicksländor. IUCN kategoriserar arten globalt som livskraftig.

## Underarter
Arten delas in i följande underarter:
- P. s. jacksoni
- P. s. nigeriense
- P. s. pseudosjoestedti
- P. s. sjoestedti
- P. s. wittei